# Adolf Dressler

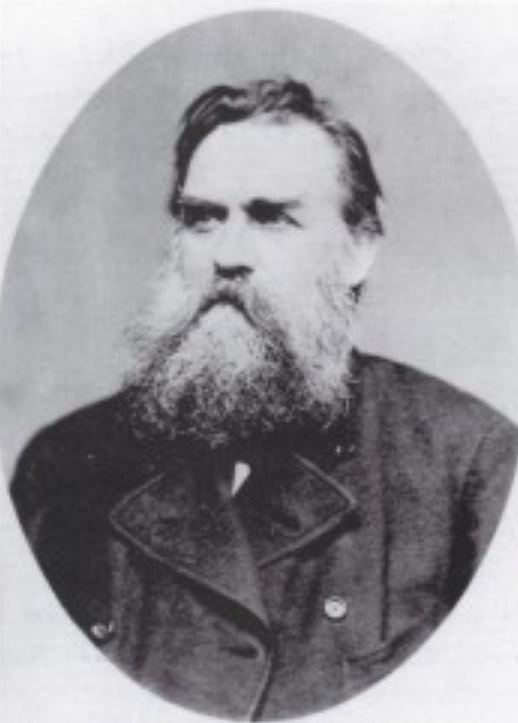
Adolf Dressler

Adolf Dressler (* 14. Mai 1833 in Breslau, Provinz Schlesien; † 7. August 1881 ebenda) war ein deutscher Maler. Er gilt als Begründer der Schlesischen Landschaftsmalerei.

## Leben und Werk
Adolf Dressler war ein Sohn von Joseph Wilhelm Dressler und dessen Ehefrau Auguste, geb. Reich. Von 1849 bis 1853 erhielt er ersten Kunstunterricht bei den Breslauer Künstlern Johann Heinrich Christoph König und Ernst Resch. 1855 zeigte er auf der Ausstellung des Schlesischen Kunstvereins zwei Bilder, die vom Verein angekauft wurden. Mit diesem Geld konnte Dressler seine Studien bei Jakob Becker in Frankfurt am Main fortsetzen. Hier freundete er sich mit seinem Studienkollegen Anton Burger an, mit dem er 1858 nach Kronberg im Taunus in die Kronberger Malerkolonie ging.
1864 kehrte Dressler nach Breslau zurück und heiratete kurz danach Luise Engelmann aus Rohrlach (heute: Trzcińsko) bei Hirschberg. Ihr Sohn Hans Dressler wurde ebenfalls Maler.
Dressler malte vorwiegend Landschaftsbilder, die er in Breslau, Dresden und Berlin ausstellte. 1870 erhielt er von dem Industriellen von Schaffgotsch den Auftrag, vier Wandgemälde für Schloss Koppitz anzufertigen (1958 durch Brandstiftung zerstört). Kaiser Wilhelm I. ließ zwei Bilder Dresslers für seine Sammlungen ankaufen.
1879 wurde er zum Leiter des Ateliers der Landschaftsmalerei in Breslau am neu gegründeten Museum der Bildenden Künste ernannt. Im Auftrag der Stadt Breslau schuf er ein 7 × 20 m großes Panoramabild des Riesengebirges, das 1881 fertiggestellt wurde. Es gelangte später in den Besitz eines Hamburger Unternehmers, der es auf die Prinz-Heinrich-Baude verbrachte, wo es zu Ende des Zweiten Weltkrieges mit der Baude verbrannte.
Adolf Dressler gilt als der Begründer der Schlesischen Landschaftsmalerei.
Dressler wurde auf dem Breslauer Maria-Magdalena-Friedhof begraben (nach 1945 zerstört). Seine Werke finden sich im Breslauer Nationalmuseum sowie im Riesengebirgsmuseum Hirschberg (polnisch Muzeum Karkonoskie w Jeleniej Górze).

Auswahl einiger Werke
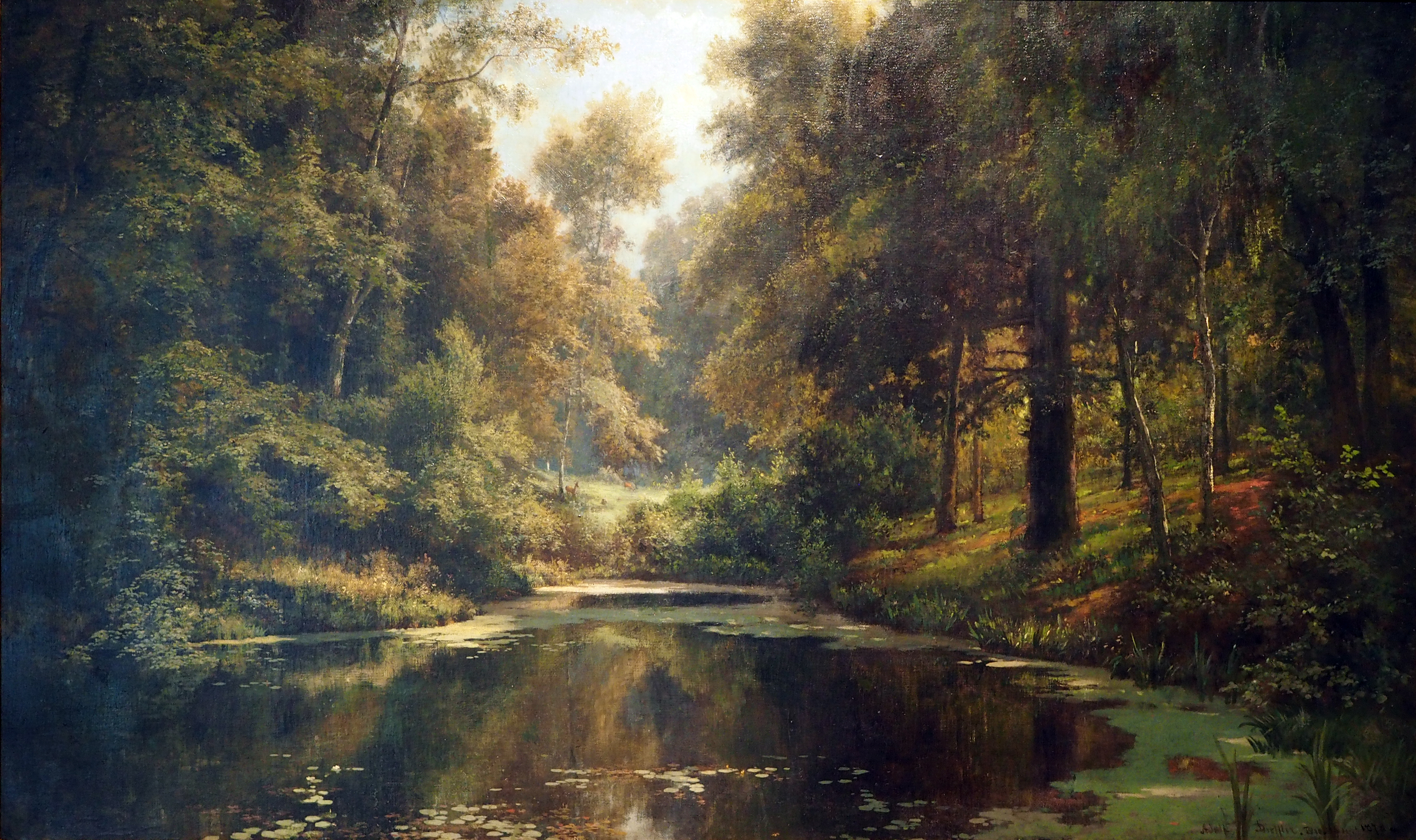
Waldfrieden (1878)
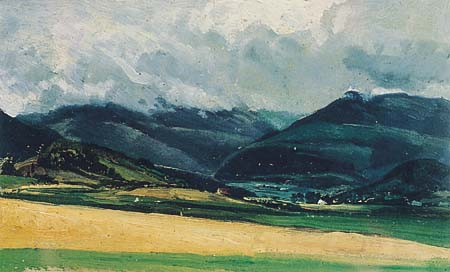
Blick von der Schneekoppe ins Tal der Lomnitz (1870/80)
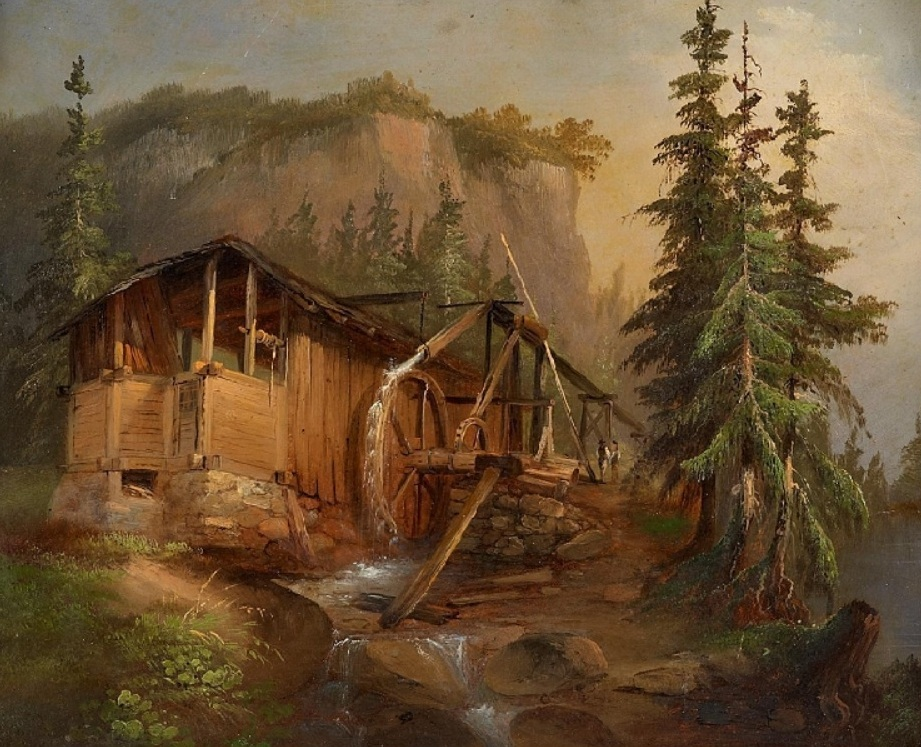
Alte Schmiedmühle